# Wypadanie płatka zastawki mitralnej
Wypadanie płatka zastawki mitralnej (łac. prolapsus valvulae mitralis), wypadanie płatka zastawki dwudzielnej (łac. prolapsus valvulae bicuspidalis), zespół Barlowa, MVP (od ang. mitral valve prolapse) – wada serca polegająca na przemieszczaniu się w czasie jego skurczu płatka lub płatków zastawki mitralnej, znajdującej się między lewym przedsionkiem a lewą komorą serca. Zjawisku temu może towarzyszyć niedomykalność mitralna i inne objawy. Przy stwierdzeniu pogrubienia płatka (definiowanego jako jego grubość powyżej 5 mm) zespół Barlowa nazywa się „klasycznym”, a przy braku pogrubienia płatków „nieklasycznym”. U 40% chorych na MVP występuje wypadanie płatka zastawki trójdzielnej. 
Wypadanie płatka zastawki mitralnej jest drugą najczęstszą – po ubytku przegrody międzyprzedsionkowej – wadą serca, od czasu wprowadzenia na szeroka skalę badań UKG (echokardiografia) obserwowaną nawet u 1–2,5% populacji. Najczęściej jest to wada bezobjawowa i nie wymaga aktywnego leczenia. Eponimiczna nazwa zespołu pochodzi od nazwiska lekarza z RPA, Johna Barlowa, który w 1966 roku opisał tę nieprawidłowość.

## Historia
Jednostka chorobowa znana była prawdopodobnie już w XIX wieku. Jacob Mendes Da Costa w 1871 roku opisał ją jako „serce drażliwe”, Lewis w 1919 roku jako „zespół zmęczenia”. Barlow w 1963 roku stwierdził, że zjawiska osłuchowe towarzyszące zespołowi wypadania płatka są skutkiem cofania się płatka zastawki dwudzielnej do lewego przedsionka. Jego przypuszczenia potwierdził jeszcze w latach 60. rozwój technik badań obrazowych.

## Epidemiologia
Częstość występowania MVP oszacowuje się na 1–2,5% populacji.

## Etiologia

Schemat nieprawidłowego przepływu krwi w wypadaniu płatka zastawki mitralnej

Przyczyny powstawania zespołu wypadania płatka zastawki mitralnej są różnorodne. Wada ta może być spowodowana nieprawidłowościami budowy płatków zastawki mitralnej i strun ścięgnistych, zaburzeniem geometrycznych proporcji między lewą komorą a zastawką  mitralną, a także różnymi chorobami tkanki łącznej (np. zespół Marfana, zespół Ehlersa-Danlosa). Pierwotne wypadanie płatka zastawki mitralnej może być uwarunkowane genetycznie z dziedziczeniem autosomalnym dominującym oraz zmienną penetracją dziedziczenia zależnie od  płci i wieku. Wypadanie płatka zastawki może wynikać także z dysfunkcji mięśni brodawkowatych, na przykład w wyniku zbliznowaceń.

## Patofizjologia
Przy skurczu serca, w stanie prawidłowym, zastawki przedsionkowo-komorowe ściśle przylegają do siebie, uniemożliwiając cofanie się krwi w kierunku przedsionka. W zespole Barlowa początkowo przylegające do siebie płatki zastawki ulegają przesunięciu względem siebie (wypadnięciu) i dochodzi do niewielkiej niedomykalności zastawki mitralnej, objawia się to kłuciem serca i zawrotami głowy.

## Objawy i przebieg
Historia naturalna bezobjawowego wypadania płatka zastawki mitralnej jest niejednorodna: przebieg może być łagodny lub niekorzystny. W większości przypadków rokowanie jest dobre. 
Objawy MVP:
- zawroty głowy przy wstawaniu
- omdlenia
- kłucie serca
- palpitacje serca
- bezsenność
- przyspieszone tętno
- uczucie duszności
- uczucie zmęczenia
- niedokrwienie kończyn
- drżenie rąk

Najistotniejszymi powikłaniami objawowego MVP są:
- infekcyjne zapalenie wsierdzia
- zdarzenia mózgowonaczyniowe
- napady przemijającego niedokrwienia mózgu
- zawał mięśnia sercowego
- nagła śmierć sercowa (bardzo rzadko).

## Rozpoznanie

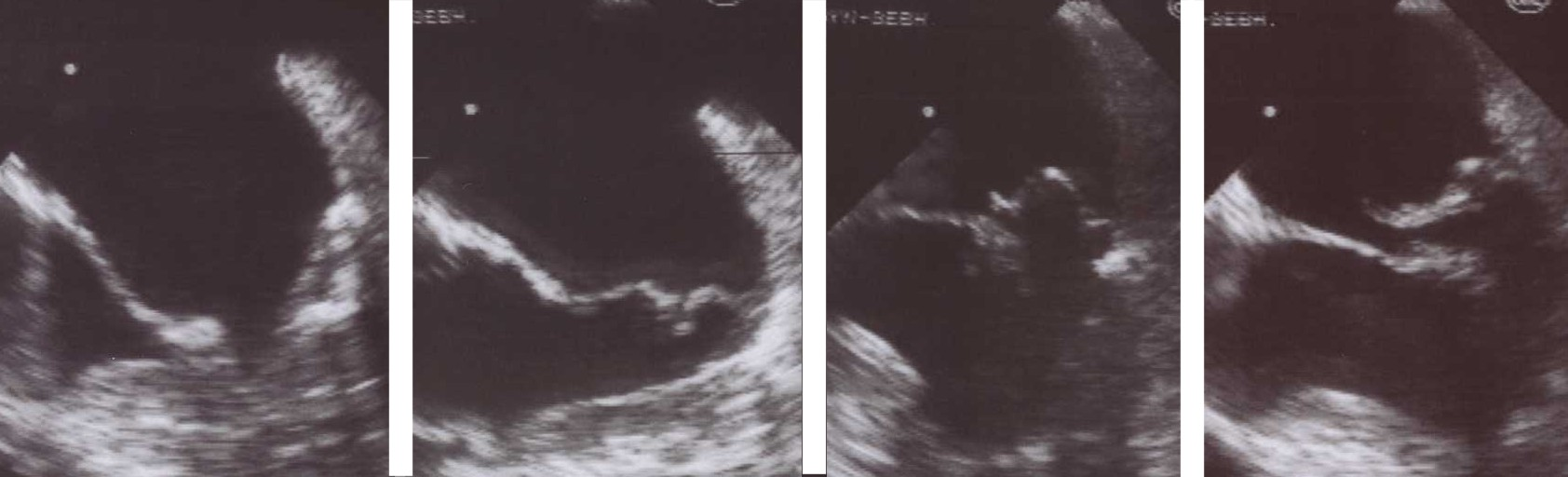
Wypadanie płatków zastawki mitralnej w obrazie echokardiografii przezprzełykowej

Podczas osłuchiwania serca można stwierdzić nad zastawką mitralną późnosystoliczny (późnoskurczowy) szmer (związany z niedomykalnością mitralną), śródskurczowy klik lub oba zjawiska, czasem jednak jest to zjawisko nieme osłuchowo.
Decydujące znaczenie w rozpoznaniu i postępowaniu zespołu Barlowa ma badanie USG serca; można wtedy wykryć ewentualne nieprawidłowe położenie zastawki, co świadczy o jej niedomykaniu. W badaniu EKG zmiany najczęściej nie są widoczne. Zespół Barlowa stwierdza się przede wszystkim na podstawie objawów oraz badania echokardiograficznego.

## Postępowanie
Z uwagi na to, że najczęściej ta wada przebiega jako nieistotna hemodynamicznie (czyli nie powoduje większych zaburzeń krążenia krwi), zwykle nie wymaga leczenia.
Najczęściej w przebiegu zespołu Barlowa stwierdza się: uczucie kołatania serca, zawroty głowy, kłucia serca, uczucie zmęczenia, zasłabnięcia, uczucie bólu w klatce piersiowej oraz objawy neuropsychiatryczne, w tym niepokój, nerwicę lękową oraz bezsenność.
Wypadanie płatka zastawki mitralnej można leczyć, stosując preparaty argininy i leki beta-adrenolityczne. Jedynie w wypadku istotnych zaburzeń hemodynamicznych konieczne jest leczenie operacyjne wady serca: wymiana zastawki mitralnej.